# Woccon
Le woccon est une langue amérindienne de la famille des langues siouanes de la branche des langues catawbanes parlée en Caroline du Nord.
La langue est éteinte depuis le XVIIIe siècle.

## Histoire de la langue
La seule source écrite à propos du woccon, et quasiment aussi du peuple, est l'ouvrage de l'Anglais John Lawson, A New Voyage to Carolina, publié en 1709, et qui contient un vocabulaire de 143 mots woccon.
Lawson situe les Woccons sur le cours inférieur de la Neuse, dans les comtés actuels de Greene et Lenoir. Les Woccons joignent les Tuscaroras dans leur guerre de 1711-1713 contre les Anglais. Après cette date, il n'y a plus de mention de ce peuple. Les survivants se sont sans doute fondus dans la nation tuscarora.
Le vocabulaire permet d'établir que le woccon est proche du catawba.